# La Tour-de-Trême
La Tour-de-Trême é uma localidade da Suíça, no Cantão Friburgo, com cerca de 3.567 habitantes. Estende-se por uma área de 11,42 km², de densidade populacional de 312 hab/km². Confina com as seguintes comunas: Broc, Bulle, Gruyères, Le Pâquier, Morlon. Desde 01 de janeiro de 2006, faz parte da comuna de Bulle.
A língua oficial nesta localidade é o Francês.